# Acalolepta nativitatis
Acalolepta nativitatis es una especie de escarabajo longicornio del género Acalolepta, tribu Monochamini, subfamilia Lamiinae. Fue descrita científicamente por Gahan en 1888.
Se distribuye por Australia. Mide aproximadamente 21-30 milímetros de longitud.